# Федорченко, Александр Иванович
Александр Иванович Федорченко (укр. Олександр Іванович Федорченко, позывной — Мамонт; 9 декабря 1974, Изюм — 25 марта 2023, Тоненькое) — украинский военнослужащий, младший сержант, участник российско-украинской войны. Герой Украины (29 сентября 2023, посмертно).

## Биография
Родился 9 декабря 1974 года в городе Изюм Харьковской области. После окончания 9 классов местной школы продолжил обучение в профессионально-техническом училище и параллельно работал на оптико-механическом заводе наладчиком станков, мастером по изготовлению очков. Проходил срочную службу в Вооружённых силах Украины в составе 95-й отдельной десантно-штурмовой бригады.
После демобилизации работал в патрульно-постовой службе полиции, однако решил посвятить себя возвращению людям зрения и открыл магазин «Оптика» в Миргороде.
С началом полномасштабного вторжения России в Украину в 2022 году был мобилизован в Миргородскую территориальную оборону. В составе 148-го батальона специального назначения участвовал в операциях против российских войск, получивших название «Гадячское сафари». С начала 2023 года служил в 116-й отдельной бригаде территориальной обороны, занимая должность главного сержанта роты огневой поддержки. В январе 2023 года благодаря его действиям было своевременно эвакуировано более 60 раненых военнослужащих.
25 марта 2023 года в районе населённого пункта Тоненькое Покровского района Донецкой области экипаж, в котором находился Александр Федорченко, попал под миномётный обстрел, в результате которого он получил смертельное ранение.
28 марта 2023 года в Миргородской общине состоялось прощание с Александром Федорченко. Он был похоронен в городе Миргород Полтавской области.

## Награды
- Звание «Герой Украины» с удостоением ордена «Золотая Звезда» (28 августа 2023, посмертно) — за личное мужество и героизм, проявленные в защите государственного суверенитета и территориальной целостности Украины, верность военной присяге.